# Aragonès estadellà
L'Aragonès estadellà és la parla local aragonesa d'Estadella i d'Estada.
Forma part de l'Aragonès Baix-Ribagorçà que alhora forma part de l'Aragonès oriental.

## Fonètica
El grup -it- derivat dels llatins -CT-, -ULT- gosa trobar-se castellanitzat: 
- dicho, drecho, escuchá, mucho, pero encara se conserva fei, (varietat de "feito").

Hi ha casos d'evolució dels grups llatins -TY, -CE, -CI, -DE en posició final per -o com en català i caràcter que ans era més estès en aragonès i que podria ser genuí: 
- Peu (que també es documenta en zones de Sobrarb i Camp), nou (pel menys en l'obra de Bernabé Romeo), prou.

En l'obra de Bernabé Romeo hi ha tres casos de conservació de oclusiva ensordeix intervocàlica: 
- chemeco i chipón. També en podem llegir Llacuna però és com topònim Baronesa de Llacuna, vescomtessa de Illa

## Morfologia
- Existeixen formes verbals irregulars que no tenen diftongo -ue- on seria lochico veure #ho per ser "verbs irregulars per diftongació" en aragonès general:
  - almorzes, sonen, m'acordo
- Veiem formes peculiars en els presents de subchuntivo de verbs irregulars:
  - esteigan, feiga, heiga, veiga
- Amb la tancada en i talment per analogia amb sigui. El cas de "estiguin" té relació amb formes verbals "velarizadas" comunes en català.

## Curiositats
És un dels pocs pobles de l'Alt Aragó en que podem veure un procés de castellanització tan bé documentat, perquè ha tingut literatura costumista feta per autors locals. Així tenim 3 períodes temporals per comparar:
I) Textos de Bernabé Romeo, (1861-1888)
II) Poemes de Cleto Torrodellas (Primer tercio del S.XX)
III) Parla dels anys 80 i actual
| I                               | II           | III                            |
| atra                            | otra         | otra                           |
| muito                           | mucho        | mucho                          |
| fillo                           | fillo        | hijo                           |
| fuent /fuen/                    | fuent /fuen/ | fuente                         |
| eba                             | eba          | era                            |
| els                             | els          | ellos                          |
| puyá                            | puya         | subí, (puya quasi no se diz)   |
| mai                             | mai          | nunca, (mai quasi no se usa)   |
| fllos                           | fllos        | flores, (fllos quasi no se usa |
| llugá                           | llugá        | pueblo, llugá se diz menos     |
| chen                            | chen         | gente, chent se diz menos      |
| ayere                           | ayere o ayer | ayer                           |
| el o lo, (formas de implemento) | el o lo      | el                             |

No obstant també vam veure el reculi de caràcters més catalans:
| I     | II    | III                           |
| forá  | forá  | forau                         |
| ficá  | meté  | meté                          |
| la-hi | la-hi | le'n, (la-hi s'emplega menos) |